# Strongylura strongylura
Strongylura strongylura är en fiskart som först beskrevs av Van Hasselt 1823.  Strongylura strongylura ingår i släktet Strongylura och familjen näbbgäddefiskar. Inga underarter finns listade i Catalogue of Life.